# Otgonbat Oyuntuya
Otgonbat Oyuntuya (10 de junio de 1992), es una luchadora mongola de lucha libre. Consiguió una medalla de bronce en Campeonato Asiático de 2016. Tercera en Campeonato Mundial de Juniores en Lucha de Playa de 2013.